# E·E·卡明斯

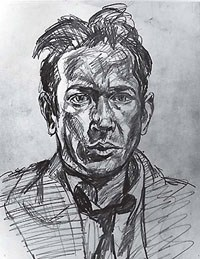
自画像 1920

爱德华·艾斯特林·卡明斯（Edward Estlin Cummings，1894年10月14日—1962年9月3日；姓氏又译：肯明斯，堪明斯），是美国著名诗人、画家、评论家、作家和剧作家。1894年出生于美国马萨诸塞州剑桥的一个书香人家，受教于剑桥拉丁语学校和哈佛大学。他的作品包括大约2900首诗歌、两本自传体小说、四个剧本、一些杂文以及很多绘画。他被认为是20世纪诗歌的一个著名代言人，并且本身又是一位最受欢迎的诗人。

## 作品特色
出生在一神论派家庭，从小开始逐渐形成了超验主义的信念。诗歌中体现了人与上帝间的直接交流的渴望：
|  | i thank You God for most this amazing            | 我感谢您上帝为最神奇的这           |
|  | day:for the leaping greenly spirits of trees     | 天：为树木那欢跃绿色精灵，         |
|  | and a blue true dream of sky; and for everything | 和天空那湛蓝而真实的梦；并为每一个 |
|  | which is natural which is infinite which is yes  | 自然的无限的真实的东西             |

卡明斯在其诗中对语言进行独特“实验”是对传统诗歌的大胆的革新。他发表的诗歌在署名时总是用小写的“e. e. cummings”，而这个最初由于排字工人粗心造成的错误恰好合了他追求的新意。在他的诗中，卡明斯还自己创造词汇，比如，他在mankind（人类）中间加上一个un，创造出manunkind这个新词，用来表示非人类或残酷的人类。卡明斯在他的时代被推崇为最受喜爱的诗人之一。爱总是卡明斯诗歌的专注的主题和他诗歌的动力。尽管在当时有些超前，卡明斯“写出了本世纪最为优美的对性爱、神及自然的崇敬和赞美诗篇”。
有一些卡明斯的著名诗歌里他改革语法、修辞用词汇变异和语法变异来满足写诗的需要。例如：在诗中将"if," "am," 和 "because"用作名词。例如他的《anyone lived in a pretty how town》这样开始:
anyone lived in a pretty how town
(with up so floating many bells down)
spring summer autumn winter
he sang his didn't he danced his did
Women and men (both little and small)
cared for anyone not at all
they sowed their isn't they reaped their same
sun moon stars rain
此处的“何人”（anyone）当然可以视为“如何”镇上的平民。“春夏秋冬”当然是指“一年到头”。“他唱他的不曾，他舞他的曾经”，是非常有趣的创造。而此处的“不曾”和“曾经”在英文中，原来都是助动词，却被用作名词，就加倍耐人寻味，而给人一种自由、新鲜感。第二段中的isn't异曲同工。“日月星雨”应该是指“无论昼夜或晴雨”。全诗一共九段，给人的感觉是淡淡的悲哀和冷酷，因为一切都是抽象的。
除了在语言上抛弃传统之外，他还在书写格式上进行各种花样翻新的试验，利用印刷格式来传达自己的情感。作为一名画家，卡明斯十分注重语言的视觉效果。利用书写变异(Graphological deviation)手法，他竭力把形象的美学原则运用到诗中去。他曾经在一封写给编辑的信中谈到：我最关心的是每一首诗画都要保持原样。比如下面这首著名的小诗画：
|  | l(a   |  | 孤(一 |
|  | le    |  | 片    |
|  | af    |  | 树    |
|  | fa    |  | 叶    |
|  | ll    |  | 飘    |
|  | s)    |  | 落    |
|  | one   |  | 了）  |
|  | l     |  | 零    |
|  | iness |  | 零    |

实际上这首诗是将a leaf falls（一片树叶飘落了）一句话插入loneliness（孤独）一个词之中。诗人又把这四个词拆开，排成垂直的一列，给人一片叶子孤独下落的图形，收到了绝妙的效果。

## 作品
- The Enormous Room (1922, 小説)
- Tulips and Chimneys (1923，詩集)
- & (1925，自費出版)
- XLI Poems (1925)
- is 5 (1926)
- HIM (1927，剧本)
- ViVa (1931，詩集)
- Eimi (1933，詩集)
- No Thanks (1935，詩集)
- Collected Poems (1960，詩集)
- 50 Poems (1940，詩集)
- 1 × 1 (1944，詩集)
- XAIPE: Seventy-One Poems (1950，詩集)
- i—six nonlectures（页面存档备份，存于） (1953) Harvard University Press
- Poems, 1923-1954 (1954，詩集)
- 95 Poems (1958，詩集)
- 73 Poems (1963，詩集) (死后出版)
- Fairy Tales (1965，詩集) (死后出版)